# المدرسة المتمسكة بالتقاليد (عمارة)

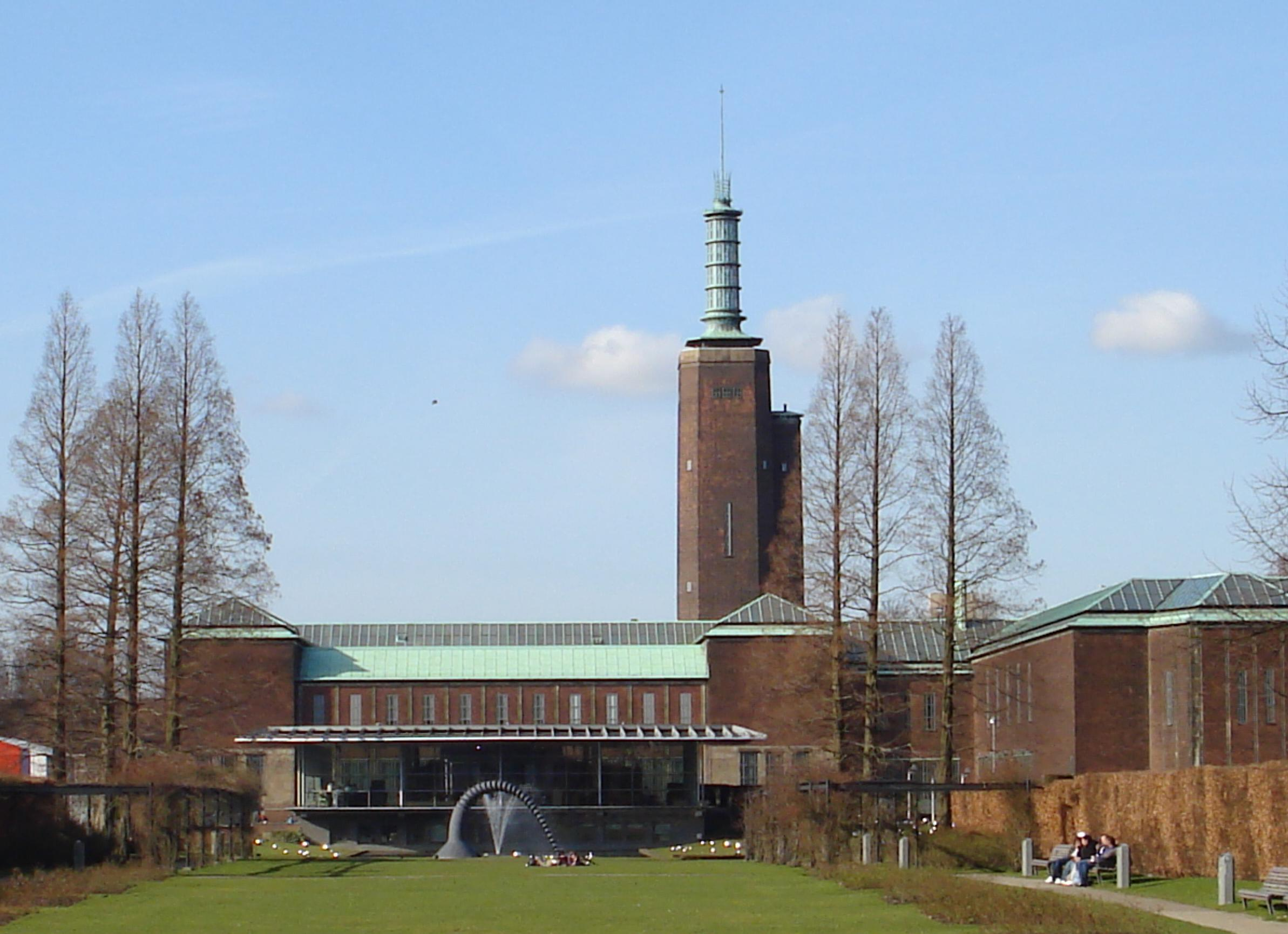
طراز المدرسة التقليدانية (مدرسة دلفت) في هولندا.

المدرسة المتمسكة بالتقاليد أو التقليدانية (بالهولندية: Traditionalisme ؛ بالإنجليزية: The Traditionalist School) طراز معماري ظهر في هولندا بعد الحرب العالمية الأولى، كرد فعل ضد العمارة الوظيفية كما هو في العمارة التعبيرية في مدرسة أمستردام. كان المعمار الهولندي Marinus Jan Granpré Molière أحد أهم رواده. وقد اُطلق على المدرسة بعد عام 1945 اسم «مدرسة دلفت». 
كانت المدرسة معنية بإحياء التقاليد والعمارة الوطنية والحضرية، حيث يظهر فيها استخدام الطوب، مع أقل حد ممكن من الزخرفة، وباستخدام مواد طبيعية وتقليدية.

## وصلات خارجية
- العمارة في روتردام